# Vert poireau
Pour les articles homonymes, voir Poireau (homonymie).

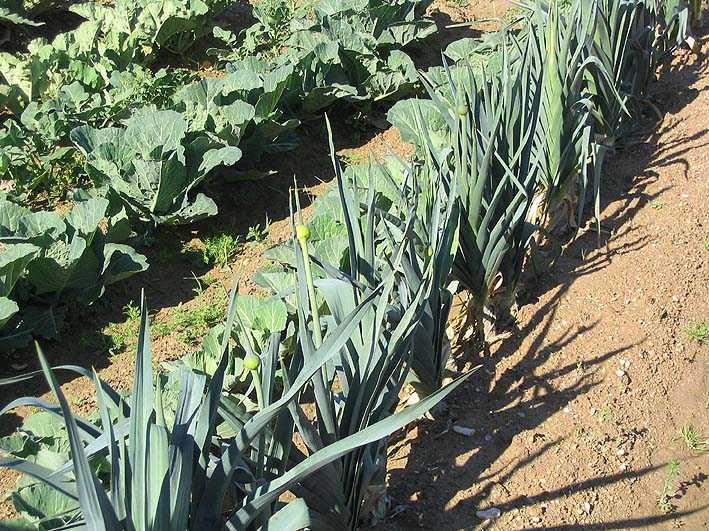
Rangée de poireaux au soleil

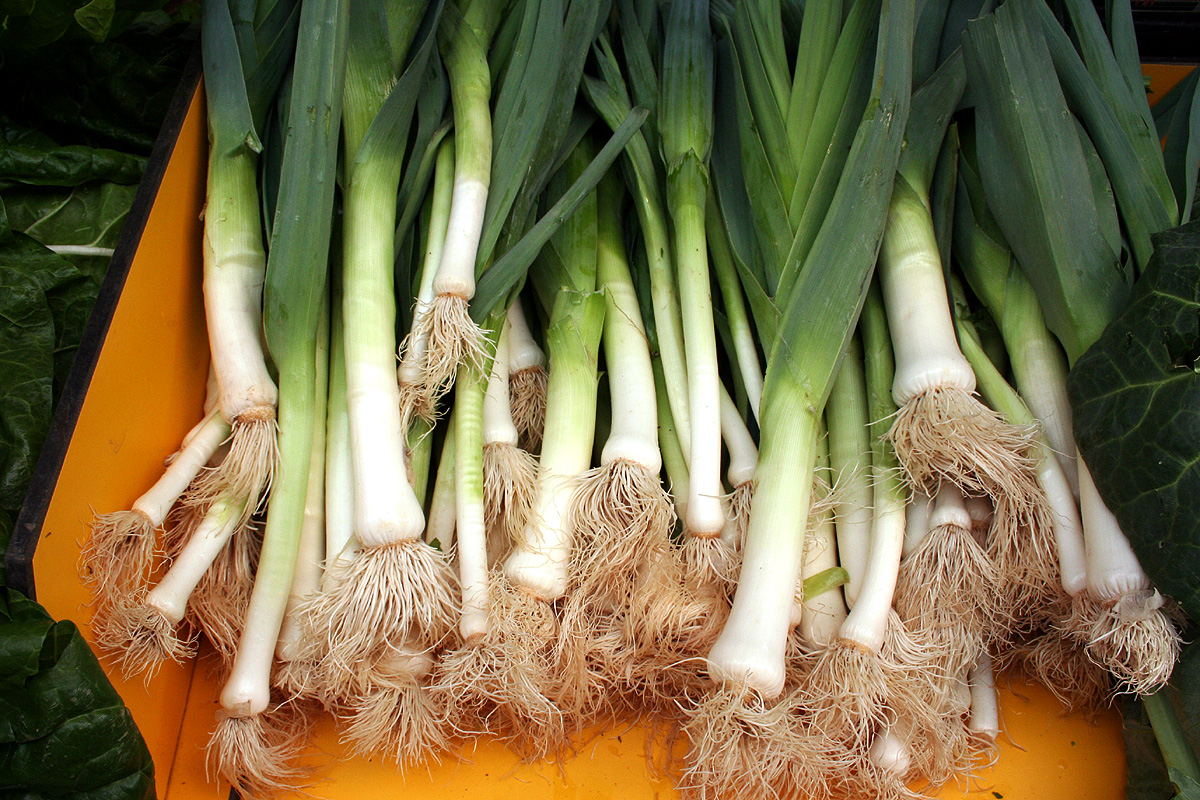
Poireaux, en lumière diffuse

Vert poireau est un nom de couleur d'emploi relativement rare, en référence à la couleur vert des feuilles du poireau. Ces feuilles ayant un aspect très différent en lumière directe, au soleil, et en lumière diffuse, et variant progressivement du blanc à un vert foncé sur leur longueur, ne suffisent évidemment pas pour donner une indication de la couleur vert poireau, qui semble se référer, en général, plutôt au vert, la partie moins délicate du légume utilisé pour la soupe, vu dans la cuisine, qu'à la plante vue au jardin potager. Le « vert tendre comme le poireau » définit plutôt le prasin.
Le Répertoire de couleurs de la Société des chysanthémistes publié en 1905 mentionne vert poireau comme un synonyme français impropre de laque verte. Ces experts étudient ailleurs la couleur des feuilles du poireau vues de très près et en lumière diffuse, qu'ils définissent comme identique à celle des feuilles d'œillet, glauque d'eucalyptus du ton le plus clair (RC2, p. 248), tandis que le glauque grisâtre le plus clair est la couleur de la pruine des feuilles du poireau  (RC2, p. 246) et le glauque d'œillet est « la nuance la plus ordinaire des plus jeunes feuilles du poireau, vues avec leur pruine à la lumière diffuse à un ou deux mètres de distance » (RC2, p. 247). La couleur vert poireau doit donc se détacher de celles de la plante.
Dans des nuanciers modernes, on trouve poireau.

## Histoire
En grec ancien πρασώδης (prasodis, de πρασών, prason, poireau, ou πρασιον, prasion, vert-de-gris) est utilisé pour décrire entre autres une variété d'émeraude ou chrysoprase (émeraude d'un vert de poireau tirant sur l'or),. Prasin et émeraude constituent donc des alternatives distinguées pour indiquer des couleurs similaires. Pour les nuances foncées vert sapin peut être une alternative moins ambigüe.
Le nom de couleur vert poireau se trouve employé, dans le domaine de la minéralogie et de la chimie, éventuellement avec les adjectifs clair et foncé, depuis 1805 ou plus tôt.
Les associations communes de vert et de poireau avec la reproduction, et notamment avec l'organe sexuel masculin, ont pu contribuer, en plus de son imprécision, au peu d'usage de l'expression vert poireau.